# Čaháršanba-súrí

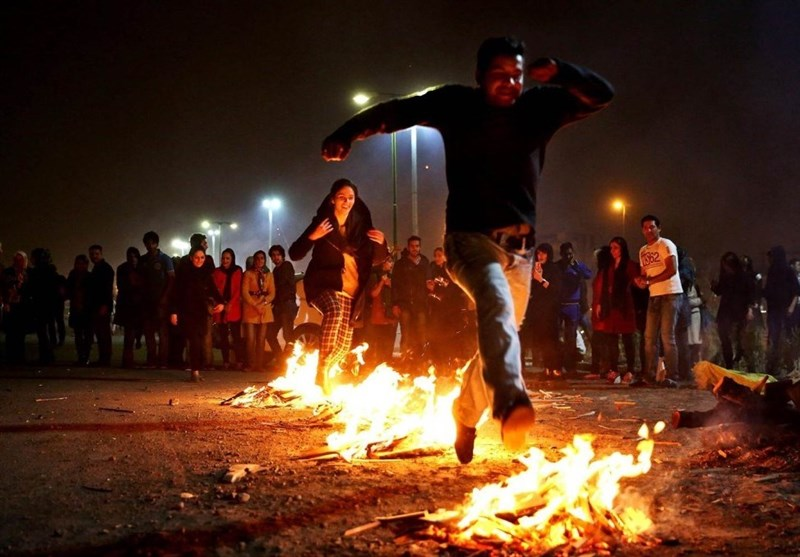
Čaháršanba-súrí v Teheránu, 2018

Čaháršanba-súrí, obvykle vyslovováno čáršamba-surí, je poslední středa před íránským Novým rokem – Nourúzem, jejíž večer je tradičně spojen s zvláštními zvyky a rituály, především přeskakováváním ohně. Ohně jež se o svátku přeskakují se staví u soukromých domů či na náměstích a ulicích a vždy v lichém počtu. Zapáleny jsou za soumraku a poté jsou muži, ženami i dětmi přeskakovány za zpěvu popěvku podle kterého si má přeskakující a oheň vyměnit svou ruměnost a bledost. Smyslem zvyku je zajistit ochranu před nemoci a neštěstím.
Původ zvyku nejspíše leží v zarathuštrickém svátku Hamaspáthmaédaja, spojení se středou však vychází až z dob po přijetí islámu. Lidové podání původ svátku spojuje Muchtarem al-Thaqafím, jež vedl ší´itskou vzpouru proti Umajjovskému chalifátu. Čaháršanba-súrí byl kritizován ortodoxními muslimskými teology a v prvních dvou letech po islámské revoluci byl zakázán, ale poté počal být režimem tolerován a v 21. století se slaví po celém Íránu.
Velmi podobný zvyk mají íránští Arméni o svátku Derendez, jež se však slaví 14. února.